# طارق علي فرج الأنصاري
طارق علي فرج هاشم الأنصاري سياسي ودبلوماسي قطري، السفير الحالي لدولة قطر في جمهورية جنوب افريقيا، التحق بالعمل في وزارة الخارجية بعد أن أنهى دراسته الجامعية في الدوحة عام 1996م، إكتسب خبرات دبلوماسية متراكمة من خلال مشاركته الفعّالة في العديد من البعثات الدبلوماسية وشارك في العديد من اللجان الفنية والاقتصادية والتنموية ومثّل الدولة في عدد من المؤتمرات الأقليمية والدولية، فحصل على عدة ترقيات وأصبح مستشار بالوفد الدائم لدولة قطر لدى الأمم المتحدة في نيويورك.

## المؤهلات العلمية
- بكالوريوس في الإدارة والاقتصاد، دولة قطر (1996).
- ماجستير في الإدارة – الدبلوماسية والعلاقات الدولية، الولايات المتحدة الأمريكية (2014).[2]

## الخبرات العملية
- سكرتير ثالث – سكرتير ثاني، إدارة الشؤون الإدارية والمالية، وزارة الخارجية للفترة 1996-2000م.
- سكرتير أول – مفتش/ مكتب التفتيش المالي والإداري، وزارة الخارجية خلال الأعوام 2000 – 2005م.
- مستشار بالوفد الدائم لدولة قطر لدى الأمم المتحدة نيويورك، أغسطس 2005 – أغسطس 2011م.
- نائب رئيس مكتب الجمعية العامة للأمم المتحدة نيويورك، سبتمبر 2011 – سبتمبر 2012م.
- رئيس مكتب الممثل السامي للأمم المتحدة نيويورك، أكتوبر 2012 – سبتمبر 2015م.
- مدير إدارة التعاون الفني الدولي، وزارة الخارجية، أكتوبر – 11 يوليو 2016م.
- مدير إدارة التعاون الدولي، وزارة الخارجية: أكتوبر 2015 – يوليو 2018م.[3]
- سفير دولة قطر المفوض فوق العادة لدى جمهورية جنوب أفريقيا: اعتباراً من عام 2019م.[4]